# مقاطعة وادينا (مينيسوتا)
مقاطعة وادينا (بالإنجليزية: Wadena County)‏ هي إحدى مقاطعات ولاية مينيسوتا في الولايات المتحدة الأمريكية. تبلغ مساحتها حوالي 543 ميلًا مربعًا (1,406 كيلومترات مربعة). وفقًا لتعداد عام 2020، بلغ عدد سكان المقاطعة 14,065 نسمة، مع كثافة سكانية تقدر بحوالي 25.90 نسمة لكل كيلومتر مربع. يبلغ عدد الأسر 5,748 أسرة.
الموقع الجغرافي:
تقع مقاطعة وادينا في الجزء الشمالي الأوسط من ولاية مينيسوتا. تتضمن المقاطعة عدة مدن وبلدات، منها مدينة وادينا، التي تُعد مركزًا إداريًا وتجاريًا للمقاطعة.
التاريخ:
تأسست مقاطعة وادينا في 11 يونيو 1858. سُميت المقاطعة نسبةً إلى مدينة وادينا، التي تحمل اسم زعيم قبيلة من الأمريكيين الأصليين.
الاقتصاد:
يعتمد اقتصاد مقاطعة وادينا بشكل رئيسي على الزراعة، حيث تُزرع محاصيل مثل الذرة وفول الصويا. بالإضافة إلى ذلك، تلعب الصناعات الصغيرة والخدمات دورًا مهمًا في دعم الاقتصاد المحلي.
التعليم:
تضم المقاطعة عددًا من المدارس العامة التي تقدم التعليم الأساسي والثانوي. كما توجد مؤسسات تعليمية توفر برامج تدريبية ومهنية لسكان المنطقة.
المواصلات:
تمر عبر المقاطعة عدة طرق سريعة تربطها بالمناطق المجاورة، مما يسهل التنقل ونقل البضائع. كما تتوفر خدمات النقل العام لتلبية احتياجات السكان.